# Liste der Monuments historiques in Torvilliers
Die Liste der Monuments historiques in Torvilliers führt die Monuments historiques in der französischen Gemeinde Torvilliers auf.

## Liste der Immobilien
| Bezeichnung     | Beschreibung            | Standort               | Kennzeichnung | Schutzstatus | Datum | Bild           |
| --------------- | ----------------------- | ---------------------- | ------------- | ------------ | ----- | -------------- |
| Kirche St-Denis | aus dem 15. Jahrhundert | Rue de l’Église (Lage) | PA00078243    | Classé       | 1980  | weitere Bilder |

## Liste der Objekte
| Bezeichnung                      | Beschreibung | Standort                      | Kennzeichnung | Schutzstatus | Datum | Bild |
| -------------------------------- | --- | ----------------------------- | ------------- | ------------ | ----- | ---- |
| Hauptaltar                       | Altartisch, Tabernakel und Exposition; Eichenholz, farbig gefasst und vergoldet, 18. Jahrhundert                                                | in der Kirche St-Denis (Lage) | PM10003493    | Inscrit      | 1974  |      |
| Kruzifix                         | Eichenholz, 18. Jahrhundert | in der Kirche St-Denis (Lage) | PM10003503    | Inscrit      | 1981  |      |
| Pietà                            | Kalkstein, Farbfassung übertüncht, 16. Jahrhundert                                                                                              | in der Kirche St-Denis (Lage) | PM10002227    | Classé       | 1913  |      |
| Skulptur Paulus                  | Kalkstein, farbig gefasst und vergoldet, 19. Jahrhundert                                                                                        | in der Kirche St-Denis (Lage) | PM10002223    | Classé       | 1908  |      |
| Skulptur Madonna mit Kind        | Kalkstein, farbig gefasst und vergoldet, 14. Jahrhundert                                                                                        | in der Kirche St-Denis (Lage) | PM10002226    | Classé       | 1913  |      |
| Zwei Kredenzen                   | Eichenholz, bemalt und vergoldet, 18. Jahrhundert                                                                                               | in der Kirche St-Denis (Lage) | PM10003492    | Inscrit      | 1974  |      |
| Konsole                          | Gips, 19. Jahrhundert | in der Kirche St-Denis (Lage) | PM10002225    | Classé       | 1980  |      |
| Skulptur Heilige Katharina       | Kalkstein, Farbfassung übertüncht, 16. Jahrhundert                                                                                              | in der Kirche St-Denis (Lage) | PM10002232    | Classé       | 1957  |      |
| Skulptur Heiliger Nikolaus       | Gips, farbig gefasst und vergoldet, 19. Jahrhundert; nach einer Vorlage aus dem 16. Jahrhundert                                                 | in der Kirche St-Denis (Lage) | PM10003495    | Inscrit      | 1083  |      |
| Zwei Türflügel                   | Eichenholz, bemalt, 16. Jahrhundert | in der Kirche St-Denis (Lage) | PM10003484    | Inscrit      | 1973  |      |
| Paxtafel                         | Kupfer, versilbert, 18. oder 19. Jahrhundert | in der Kirche St-Denis (Lage) | PM10003491    | Inscrit      | 1982  |      |
| Kirchenfenster                   | aus dem 16. Jahrhundert | in der Kirche St-Denis (Lage) | PM10002222    | Classé       | 1980  |      |
| Skulptur eines heiligen Abtes    | Kalkstein, farbig gefasst und vergoldet, 16. Jahrhundert                                                                                        | in der Kirche St-Denis (Lage) | PM10002224    | Classé       | 1908  |      |
| Skulptur Johannes der Täufer     | Kalkstein, 16. Jahrhundert | in der Kirche St-Denis (Lage) | PM10002233    | Classé       | 1984  |      |
| Skulptur Unterweisung Mariens    | Kalkstein, 16. Jahrhundert | in der Kirche St-Denis (Lage) | PM10003489    | Inscrit      | 1985  |      |
| Skulptur Heilige Sabina          | Kalkstein, Farbfassung übertüncht, Ende des 16. Jahrhunderts                                                                                    | in der Kirche St-Denis (Lage) | PM10002229    | Classé       | 1913  |      |
| Glocke                           | Bronze, 1584 gegossen | in der Kirche St-Denis (Lage) | PM10002231    | Classé       | 1913  |      |
| Skulptur Petrus                  | Gips, farbig gefasst und vergoldet, 19. Jahrhundert                                                                                             | in der Kirche St-Denis (Lage) | PM10002228    | Classé       | 1913  |      |
| Skulpturen der vier Evangelisten | Gips, farbig gefasst und vergoldet, 19. Jahrhundert; nach Vorlagen aus dem 16. Jahrhundert                                                      | in der Kirche St-Denis (Lage) | PM10002230    | Classé       | 1913  |      |
| Altarkreuz und zehn Leuchter     | Bronze, vergoldet, 19. Jahrhundert | in der Kirche St-Denis (Lage) | PM10003487    | Inscrit      | 1983  |      |
| Drei Prozessionsstäbe            | mit Darstellungen des heiligen Vinzenz, der heiligen Anna und der heiligen Barbara; Holz, farbig gefasst und vergoldet, 18. und 19. Jahrhundert | in der Kirche St-Denis (Lage) | PM10003494    | Inscrit      | 1981  |      |
| Hocker                           | Eichenholz, Wolle, 19. Jahrhundert | in der Kirche St-Denis (Lage) | PM10003496    | Inscrit      | 1981  |      |
| Skulptur Heiliger Eligius        | Kalkstein, 16. Jahrhundert | in der Kirche St-Denis (Lage) | PM10002234    | Classé       | 1984  |      |